# Ujamaa

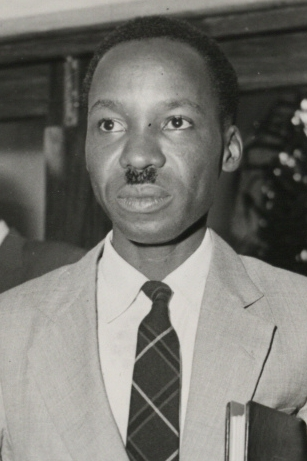
Julius Nyerere.

Ujamaa (signifiant en swahili, famille (au sens large), ou fraternité) est un concept qui forme la base de la politique de développement social et économique de Julius Nyerere en Tanzanie. En 1967, peu après l'indépendance, obtenue du Royaume-Uni en 1961, le Président Nyerere publie son plan de développement, connu comme la Déclaration d'Arusha, dans lequel il souligne la nécessité d'un modèle africain de développement et qui constitue la base du socialisme africain tanzanien. Ce modèle est caractérisé par quelques éléments clés, tels que la nationalisation de l'économie, la création de communautés agricoles villageoises, ou l'insistance portée au développement de l’éducation. 

## Historique du concept
Le terme apparait d'abord dans les écrits et les discours de Julius Nyerere à la fin des années 1950 et dans le courant des années 1960. À ce moment, l'Ujamaa est présentée comme un code moral et un ensemble de valeurs ; ce n'est qu'à partir de 1967 que le concept devient la base d'une politique concrète.
L'expérience Ujamaa s'est déroulée de 1967 à 1984. Le documentaire de Michel Yves Gattepaille : "En Tanzanie, l'expérience Ujamaa unique en Afrique" explique cette expérience de développement.

## Linguistique
« Ujamaa » est un mot swahili signifiant littéralement « familialisme ». Il associe en effet le préfixe nominal bantou de la classe 11 u-, qui sert parfois à forger des abstractions, au nominal de la paire de classes 9/10 -jamaa qui dénote la « famille élargie »,
la « société » ou la « communauté ».

## Filmographie
- " Tanzanie, l'expérience Ujamaa, l'utopie et la réalité. " documentaire |auteur = Michel Yves Gattepaille |date=sept. 2019 | 53 minutes